# Corps Teutonia zu Marburg

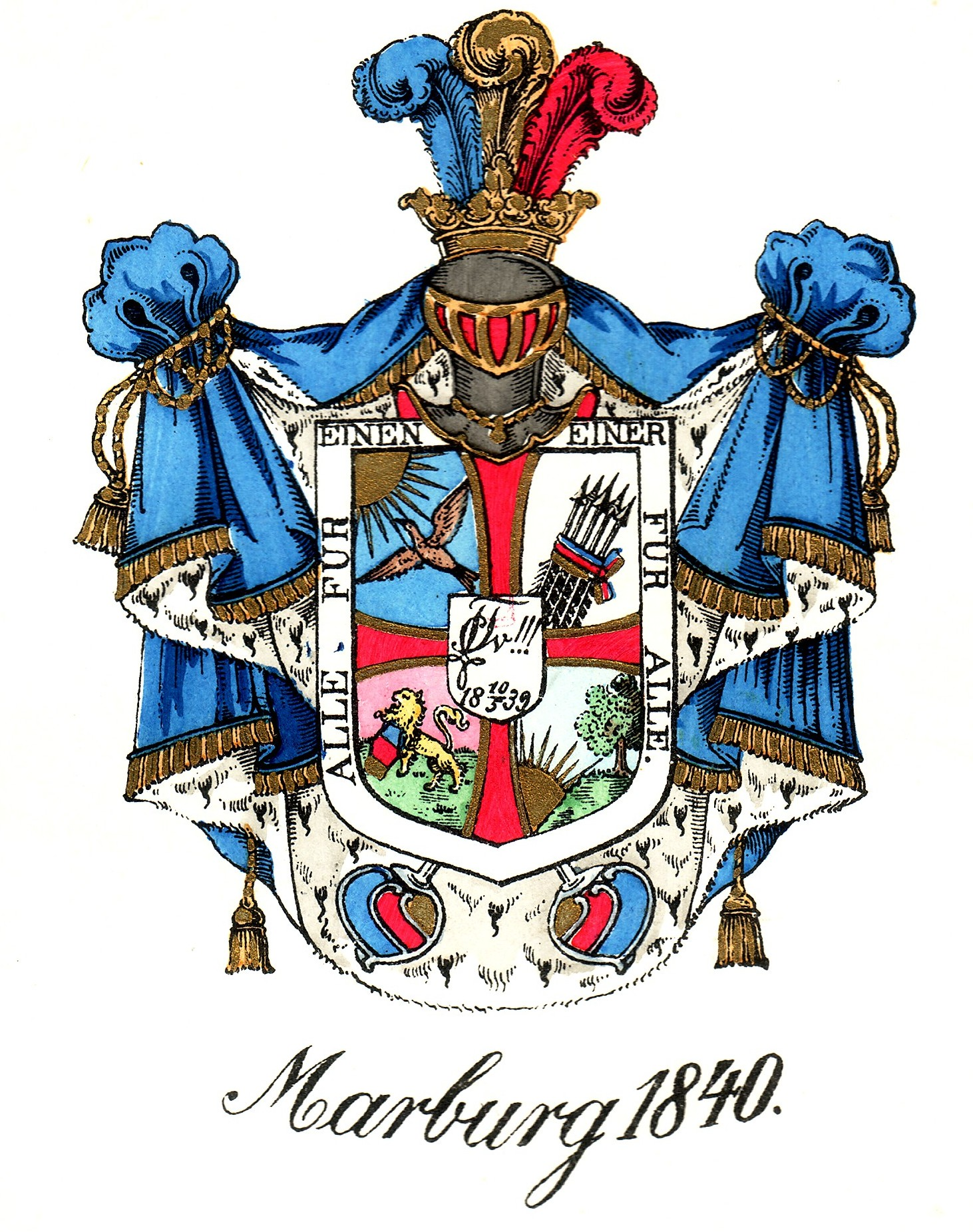
Wappen der Teutonia Marburg (1840)

Das Corps Teutonia zu Marburg ist eine pflichtschlagende und farbentragende Studentenverbindung im Marburger Senioren-Convent und damit im Kösener Senioren-Convents-Verband (KSCV). Das Corps vereint Studenten und Alumni der Philipps-Universität Marburg. Die Corpsmitglieder werden (Marburger-) Teften genannt.

## Couleur und Sprüche
Seit 1852 tragen die „Teften“ das hellblau–feuerrot–goldene Couleur mit goldener Perkussion und eine hellblaue Mütze. Das Fuchsband ist hellblau–feuerrot mit goldener Perkussion.
Der Wahlspruch lautet Einer für alle, alle für einen! Der Wappenspruch ist Vivant fratres intimo foedere iuncti! (v.f.i.f.i.).

## Geschichte

### Gründungszeit
Der Club der Blau-Roten wurde am 7. Juli 1825 gegründet. Mitglieder des Clubs stifteten am 7. August desselben Jahres das Corps Teutonia mit den Farben blau–rot. Die Farben wurden im Sommersemester 1827 in blau–gold–rot abgeändert. Einige Mitglieder traten im selben Semester aus und stifteten die Hanovia. Wegen drohender behördlicher Verfolgung im SS 1828 suspendiert, rekonstituierte Teutonia am 21. März 1829 mit den Farben blau–rot–gold. Ein Teil der Mitglieder trat im SS 1830 aus und stiftete die Vandalia. Teutonia nahm am Anfang des SS 1833 die Mitglieder der suspendierten Marcomannia auf. Nach dem Frankfurter Wachensturm wurden die Farben am 12. Mai 1833 in blau–weiß–rot mit silberner Perkussion, die Fuchsfarben in blau–rot geändert. Am 4. März 1835 wurde blau–weiß–gold mit goldener Perkussion eingeführt. Am Ende des WS 1837/38 wurden die Fuchsfarben in blau–weiß–blau geändert. Möglicherweise waren den beiden Farbänderungen Suspendierungen wegen behördlicher Verfolgungen vorausgegangen. Teutonia suspendierte am 13. November 1838 und rekonstituierte am 10. Mai 1839 mit den Farben blau–rot–gold mit goldener Perkussion und den Fuchsfarben blau–rot. Am 21. Januar 1841 stiftete sie das Hilfscorps Alemannia, das aber bereits am 20. Juni 1841 in das Muttercorps zurücktrat. Dabei wurden die Farben blau–weiß–gold mit goldener Perkussion und die Fuchsfarben blau–weiß–blau wieder angenommen. Am Ende des WS 1843/44 traten einige Mitglieder aus; sie stifteten die Marcomannia II. Am 15. August 1852 wurden die heutigen Farben angenommen. Im WS 1854/55 trat ein Teil der Mitglieder zur Gründung der Vandalia II aus.

### Vormärz
Im Deutschen Bund war die Demagogenverfolgung nirgends so scharf wie im Königreich Preußen und im Kurfürstentum Hessen. Unter ihr hatten die Teutonen besonders zu leiden: 28 Corpsbrüder emigrierten in die Vereinigten Staaten. Drei traten als Soldaten in die Dienste der Niederlande. Zwei gingen in die Schweiz und nach Costa Rica. Einige wurden relegiert oder amtsenthoben. Mehrfache Namens- und Farbenwechsel ließen das Corps im Kern unbeschadet überstehen.

### Kösener SC-Verband
Mit den anderen Marburger Corps beteiligte Teutonia sich am 26. Mai 1855 an der Wiedergründung des Kösener Senioren-Convents-Verbands (KSCV). Im Januar 1858 machte Carl Brandau, als Senior der Teutonia, drei Corps zeitgleich schriftlich das Angebot zum Abschluss eines Kartellverhältnisses. Alle drei, Rhenania Freiburg, Suevia Heidelberg und Hannovera Göttingen, nahmen das Angebot an, wodurch ein Kartell aus vier Corps entstand, die Keimzelle des späteren Blauen Kreises im KSCV. Wegen einer Auseinandersetzung mit dem Akademischen Wagner Verein war das Corps vom 20. Dezember 1888 bis zum 26. Januar 1889 durch die Universität suspendiert. Es war zweimal präsidierendes Vorortcorps und stellte mit dem Ehrenmitglied Wilhelm Schultheis (1896) und Ingo Schulz-Hennig (1977) die Vorsitzenden des oKC.

### Zeit des Nationalsozialismus
Bereits im Sommer 1931 hatte der Nationalsozialistische Deutsche Studentenbund mit 21 Sitzen die Mehrheit im Marburger Studentenausschuss errungen. Dessen Vorsitzender wurde nun der Teutone und NSDStB-Vertreter Curt Huebner. In der Zeit des Nationalsozialismus gut zwei Wochen nach der Auflösung des KSCV am 17. Oktober 1935 suspendiert, rekonstituierte das Corps am 10. Januar 1936. Unter dem Druck der Gleichschaltung suspendierte sie erneut am 20. Mai 1936.
Auf Drängen des Nationalsozialistischen Deutschen Studentenbundes gründeten die Mitglieder der drei Marburger Corps (Teutonia, Hasso-Nassovia und Guestphalia) eine Kameradschaft. In ihr pflegten sie die corpsstudentischen Bräuche weiter. Die Kameradschaft trug den Namen des Teutonen Karl Allmenröder und nahm ihren Sitz auf dem Teutonenhaus. Das innere Leben richtete sich weitgehend nach der Teutonenconstitution. Ab Oktober 1940 wurden wieder Mensuren gefochten. Am 28. März 1945 löste sich die Kameradschaft auf.

### Seit 1945
Schon 1946 gründeten frühere Mitglieder der Kameradschaft den Akademischen Club Marburg (ACM), weil nur unter einem unverfänglichen Namen das Corps fortgeführt und eine Genehmigung der US-amerikanischen Militärregierung erreicht werden konnte. Teutonia rekonstituierte 1951 und gedeiht unter dem Namen Teutonia mit den Farben blau-rot-gold. Den Umgang mit den jüdischen und „jüdisch versippten“ Corpsbrüdern nach 1933 hat das Corps in Arierbestimmungen – ihre Durchführung 1933–1945 im Corps Teutonia Marburg (2007) selbst aufgearbeitet.

## Corpshaus

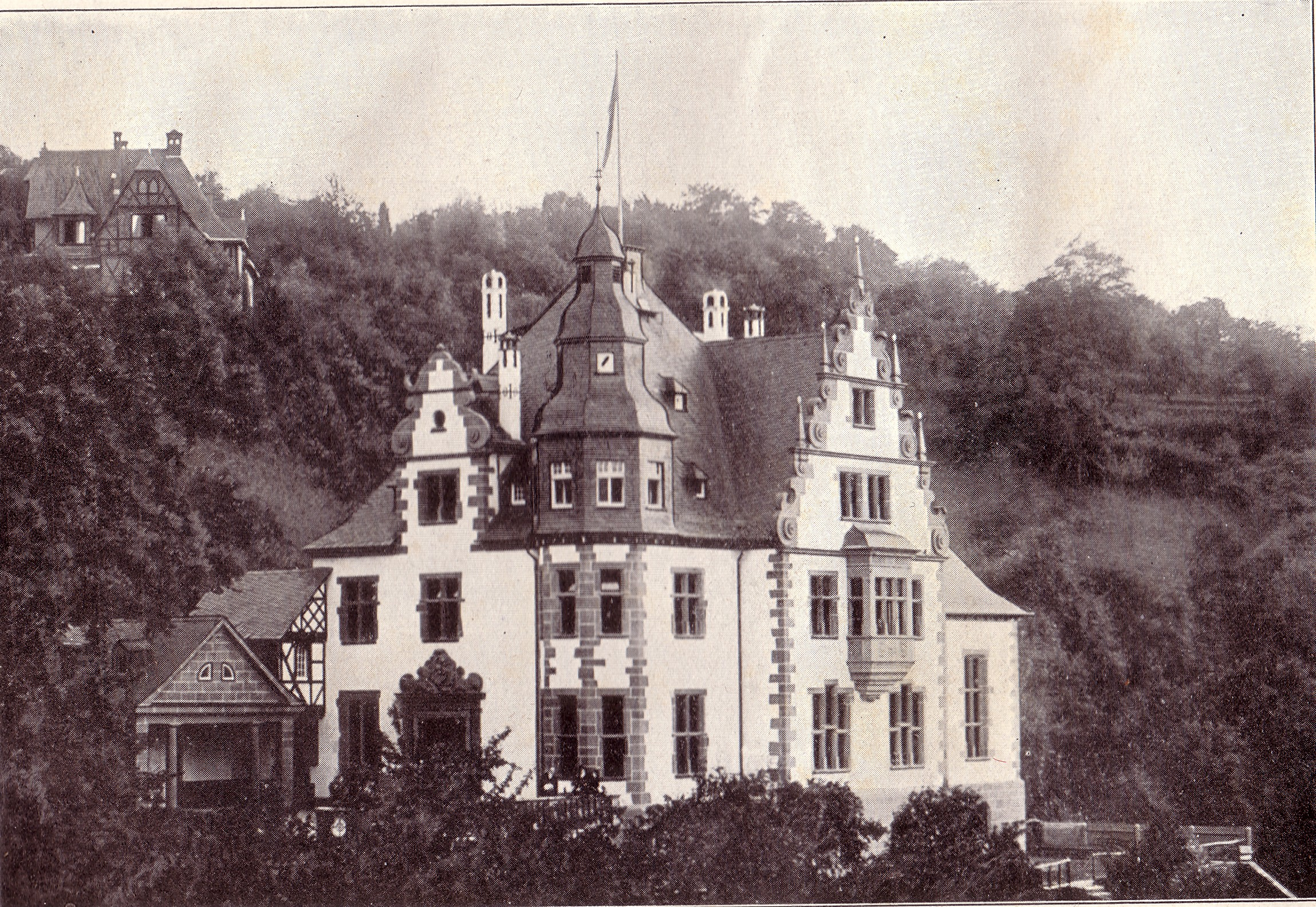
Corpshaus der Teutonia (1905)

Teutonia besaß ab etwa 1862 ein Grundstück am Schlossberg mit einem kleinen Gebäude, in dem eine Kneipe und eine Kegelbahn eingerichtet waren. Eigene Immobilien waren damals bei Studentenverbindungen noch vollkommen unüblich. Deshalb gilt Teutonia als die Studentenverbindung, die als erste ein Korporationshaus in Deutschland erwarb. 1901 schlossen die Alten Herren sich im Verband Alter Marburger Teutonen zusammen, der am 29. Juni 1901 als eingetragener Verein in das Vereinsregister des Amtsgerichts Marburg eingetragen wurde. Vier Jahre später konnte das heute genutzte Haus gebaut werden (Architekt: Wilhelm Spahr). Zwischen 1982 und 2019 konnte das suspendierte Corps Rhenania Straßburg das Haus elfmal für Stiftungsfeste nutzen.

## Verhältniscorps
Teutonia Marburg gilt als eines der Kerncorps des blauen Kreises und steht in alten Verhältnisverträgen. Das 2. Jahr bezieht sich auf das Vorverhältnis:
Kartelle
Rhenania Freiburg (1858)
Suevia Heidelberg (1858)
Hannovera (1858)
Palatia Straßburg (1905/1874) → Palatia-Guestphalia
Rheno-Guestphalia (1908)
Rhenania Tübingen (1919/1888)
Befreundete
Isaria (1887)
Masovia (1930)
Ende September 2018 brach Palaiomarchia-Masovia (in Marburg) das befreundete Verhältnis mit Teutonia.